# Юан
Юан — народ группы таи, проживают на северных территориях Таиланда и северо-западе Лаоса, также есть небольшая группа в центре Таиланда. Численность свыше 3 миллионов человек.

## Язык и письменность
Язык юан, входит в западную подгруппу тайских языков, который ещё называют северным диалектом сиамского языка. На этом языке общались между собой народы Северного Лаоса. Письменность с некоторых пор сиамская. С XII века по 1940-е имели свою письменность.

## Религия
Буддизм. Распространён культ предков.

## История
В XIII веке они создали своё государство Ланна (Чиенгмай). К Сиаму оно было окончательно присоединено в 1870-1880-х годах.

## Быт
Основное занятие — рисоводство, также разводят крупный рогатый скот (буйволы). Занимаются ткачеством, плетением, прядением, реже — производством бумаги, зонтиков, черепицы и др.

## Тип поселения
Линейная планировка деревень, по 100 или более дворов. Жилища на сваях, крытые травой.

## Семейно-родственная организация
Счёт родства — по материнской и отцовской линиям. Брак матри- или неолокальный. Практикуют пробный брак. Имущество наследуется младшей дочерью с её мужем.